# 1962 en numismatique
Chronologie de la numismatique
- 1961 en numismatique - 1962 en numismatique - 1963 en numismatique

Cet article présente les faits marquants de l'année 1962 en numismatique.

## Dates à préciser
- -  Bulgarie : Deuxième réévaluation du lev : 1 « nouveau » (troisième) lev (BGL) = 10 « anciens » (deuxièmes) leva (BGK).